# Rangers attacco ora X
Rangers attacco ora X este un film de război din 1970 regizat de Roberto Bianchi Montero.

## Rezumat
Într-un lagăr de concentrare din Germania, un grup de prizonieri aliați încearcă să evadeze printr-un tunel săpat în câteva luni.  Evadarea se complică odată cu sosirea maiorului Higginson, care s-a lăsat capturat intenționat, cu scopul de a distruge o bază atomică din apropierea taberei.

## Distribuție
- Dale Cummings: Maior Higginson
- Carlo Hintermann⁠(d): Colonel Davenport
- Franco Ressel⁠(d): Captain Köhler
- Ben Carra: Pvt. Stoker
- Rodolfo Valadier⁠(d): Lieutenant Williams
- Federico Boido⁠(d): Pvt. McGregor (ca Rick Boyd)
- Luciano Catenacci⁠(d): Sergeant Francone (ca Luciano Lorcas)
- Antonio Marsina⁠(d): German Adjutant
- Enrico Manera⁠(d)
- Silvano Zignani: Pvt. Law
- Mimmo Palmara⁠(d): Captain Cabot
- Herb Andress: SS Officer